# ATP Tour 2022
ATP Tour 2022 là hệ thống giải quần vợt nam chuyên nghiệp hàng đầu thế giới được tổ chức bởi Hiệp hội Quần vợt Chuyên nghiệp (ATP) cho mùa giải quần vợt 2022. Lịch thi đấu của ATP Tour 2022 bao gồm các giải Grand Slam (Liên đoàn Quần vợt Quốc tế - ITF tổ chức), ATP Finals, ATP Tour Masters 1000, ATP Cup, ATP Tour 500 và ATP Tour 250. Lịch thi đấu năm 2022 cũng bao gồm Davis Cup (ITF tổ chức), Next Gen ATP Finals, Laver Cup; các giải đấu này không được tính điểm vào Bảng xếp hạng ATP.
Do Nga tấn công Ukraina, ATP, WTA (Hiệp hội Quần vợt Nữ), ITF và 4 giải Grand Slam đã thông báo các tay vợt đến từ Belarus và Nga không được phép thi đấu dưới tên hoặc quốc kỳ của quốc gia, nhưng vẫn được tham dự các giải đấu cho đến khi có thông báo mới.
Ngày 20 tháng 5 năm 2022, ATP, ITF và WTA thông báo không tính điểm xếp hạng Wimbledon, do quyết định cấm các vận động viên Nga và Belarus tham dự giải đấu của All England Club.

## Lịch thi đấu
Dưới đây là lịch thi đấu của các giải đấu trong năm 2022.
| Grand Slam tournaments |
| ATP Finals             |
| ATP Masters 1000       |
| ATP 500                |
| ATP 250                |
| Đồng đội               |

### Tháng 1
| Tuần        | Giải đấu                 | Địa điểm           | Vô địch                             | Tỷ số                        | Á quân                                    |
| ----------- | ------------------------ | ------------------ | ----------------------------------- | ---------------------------- | ----------------------------------------- |
| 03/01       | ATP Cup                  | Sydney, Úc         | Canada                              | 2–0                          | Spain                                     |
| 03/01       | Adelaide International 1 | Adelaide, Úc       | Gaël Monfils                        | 6–4, 6–4                     | Karen Khachanov                           |
| 03/01       | Adelaide International 1 | Adelaide, Úc       | Rohan Bopanna Ramkumar Ramanathan   | 7–6(8–6), 6–1                | Ivan Dodig Marcelo Melo                   |
| 03/01       | Melbourne Summer Set 1   | Melbourne, Úc      | Rafael Nadal                        | 7–6(8–6), 6–3                | Maxime Cressy                             |
| 03/01       | Melbourne Summer Set 1   | Melbourne, Úc      | Wesley Koolhof Neal Skupski         | 6–4, 6–4                     | Aleksandr Nedovyesov Aisam-ul-Haq Qureshi |
| 10/01       | Sydney Tennis Classic    | Sydney, Úc         | Aslan Karatsev                      | 6–3, 6–3                     | Andy Murray                               |
| 10/01       | Sydney Tennis Classic    | Sydney, Úc         | John Peers Filip Polášek            | 7–5, 7–5                     | Simone Bolelli Fabio Fognini              |
| 10/01       | Adelaide International 2 | Adelaide, Úc       | Thanasi Kokkinakis                  | 6–7(6–8), 7–6(7–5), 6–3      | Arthur Rinderknech                        |
| 10/01       | Adelaide International 2 | Adelaide, Úc       | Wesley Koolhof Neal Skupski         | 7–6(7–5), 6–4                | Ariel Behar Gonzalo Escobar               |
| 17/01 24/01 | Australian Open          | Melbourne, Úc      | Rafael Nadal                        | 2–6, 6–7(5–7), 6–4, 6–4, 7–5 | Daniil Medvedev                           |
| 17/01 24/01 | Australian Open          | Melbourne, Úc      | Thanasi Kokkinakis Nick Kyrgios     | 7–5, 6–4                     | Matthew Ebden Max Purcell                 |
| 17/01 24/01 | Australian Open          | Melbourne, Úc      | Kristina Mladenovic Ivan Dodig      | 6–3, 6–4                     | Jaimee Fourlis Jason Kubler               |
| 31/01       | Open Sud de France       | Montpellier, Pháp  | Alexander Bublik                    | 6–4, 6–3                     | Alexander Zverev                          |
| 31/01       | Open Sud de France       | Montpellier, Pháp  | Pierre-Hugues Herbert Nicolas Mahut | 4–6, 7–6(7–3), [12–10]       | Lloyd Glasspool Harri Heliövaara          |
| 31/01       | Maharashtra Open         | Pune, Ấn Độ        | João Sousa                          | 7–6(11–9), 4–6, 6–1          | Emil Ruusuvuori                           |
| 31/01       | Maharashtra Open         | Pune, Ấn Độ        | Rohan Bopanna Ramkumar Ramanathan   | 6–7(10–12), 6–3, [10–6]      | Luke Saville John-Patrick Smith           |
| 31/01       | Córdoba Open             | Córdoba, Argentina | Albert Ramos Viñolas                | 4–6, 6–3, 6–4                | Alejandro Tabilo                          |
| 31/01       | Córdoba Open             | Córdoba, Argentina | Santiago González Andrés Molteni    | 7–5, 6–3                     | Andrej Martin Tristan-Samuel Weissborn    |

### Tháng 2
| Tuần  | Giải đấu                                 | Địa điểm                | Vô địch                            | Tỷ số                  | Á quân                                    |
| ----- | ---------------------------------------- | ----------------------- | ---------------------------------- | ---------------------- | ----------------------------------------- |
| 07/02 | Rotterdam Open                           | Rotterdam, Hà Lan       | Félix Auger-Aliassime              | 6–4, 6–2               | Stefanos Tsitsipas                        |
| 07/02 | Rotterdam Open                           | Rotterdam, Hà Lan       | Robin Haase Matwé Middelkoop       | 4–6, 7–6(7–5), [10–5]  | Lloyd Harris Tim Pütz                     |
| 07/02 | Argentina Open                           | Buenos Aires, Argentina | Casper Ruud                        | 5–7, 6–2, 6–3          | Diego Schwartzman                         |
| 07/02 | Argentina Open                           | Buenos Aires, Argentina | Santiago González Andrés Molteni   | 6–1, 6–1               | Fabio Fognini Horacio Zeballos            |
| 07/02 | Dallas Open                              | Dallas, Hoa Kỳ          | Reilly Opelka                      | 7–6(7–5), 7–6(7–3)     | Jenson Brooksby                           |
| 07/02 | Dallas Open                              | Dallas, Hoa Kỳ          | Marcelo Arévalo Jean-Julien Rojer  | 7–6(7–4), 6–4          | Harri Heliövaara Lloyd Glasspool          |
| 14/02 | Rio Open                                 | Rio de Janeiro, Brazil  | Carlos Alcaraz                     | 6–4, 6–2               | Diego Schwartzman                         |
| 14/02 | Rio Open                                 | Rio de Janeiro, Brazil  | Simone Bolelli Fabio Fognini       | 7–5, 6–7(2–7), [10–6]  | Jamie Murray Bruno Soares                 |
| 14/02 | Open 13                                  | Marseille, Pháp         | Andrey Rublev                      | 7–5, 7–6(7–4)          | Félix Auger-Aliassime                     |
| 14/02 | Open 13                                  | Marseille, Pháp         | Denys Molchanov Andrey Rublev      | 4–6, 7–5, [10–7]       | Raven Klaasen Ben McLachlan               |
| 14/02 | Delray Beach Open                        | Delray Beach, Hoa Kỳ    | Cameron Norrie                     | 7–6(7–1), 7–6(7–4)     | Reilly Opelka                             |
| 14/02 | Delray Beach Open                        | Delray Beach, Hoa Kỳ    | Marcelo Arévalo Jean-Julien Rojer  | 6–2, 6–7(5–7), [10–4]  | Aleksandr Nedovyesov Aisam-ul-Haq Qureshi |
| 14/02 | Qatar Open                               | Doha, Qatar             | Roberto Bautista Agut              | 6–3, 6–4               | Nikoloz Basilashvili                      |
| 14/02 | Qatar Open                               | Doha, Qatar             | Wesley Koolhof Neal Skupski        | 7–6(7–4), 6–1          | Rohan Bopanna Denis Shapovalov            |
| 21/02 | Dubai Tennis Championships               | Dubai, UAE              | Andrey Rublev                      | 6–3, 6–4               | Jiří Veselý                               |
| 21/02 | Dubai Tennis Championships               | Dubai, UAE              | Tim Pütz Michael Venus             | 6–3, 6–7(5–7), [16–14] | Nikola Mektić Mate Pavić                  |
| 21/02 | Mexican Open                             | Acapulco, Mexico        | Rafael Nadal                       | 6–4, 6–4               | Cameron Norrie                            |
| 21/02 | Mexican Open                             | Acapulco, Mexico        | Feliciano López Stefanos Tsitsipas | 7–5, 6–4               | Marcelo Arévalo Jean-Julien Rojer         |
| 21/02 | Chile Open                               | Santiago, Chile         | Pedro Martínez                     | 4–6, 6–4, 6–4          | Sebastián Báez                            |
| 21/02 | Chile Open                               | Santiago, Chile         | Rafael Matos Felipe Meligeni Alves | 7–6(10–8), 7–6(7–3)    | André Göransson Nathaniel Lammons         |
| Tuần  | Giải đấu                                 | Địa điểm                | Đội thắng                          | Tỷ số                  | Đội thua                                  |
| 28/02 | Vòng loại Davis Cup 2022 (Nhóm Thế giới) | Buenos Aires, Argentina | Argentina                          | 3–0                    | Séc                                       |
| 28/02 | Vòng loại Davis Cup 2022 (Nhóm Thế giới) | Bratislava, Slovakia    | Ý                                  | 3–2                    | Slovakia                                  |
| 28/02 | Vòng loại Davis Cup 2022 (Nhóm Thế giới) | Espoo, Phần Lan         | Bỉ                                 | 3–2                    | Phần Lan                                  |
| 28/02 | Vòng loại Davis Cup 2022 (Nhóm Thế giới) | Helsingborg, Thụy Điển  | Thụy Điển                          | 3–2                    | Nhật Bản                                  |
| 28/02 | Vòng loại Davis Cup 2022 (Nhóm Thế giới) | Pau, Pháp               | Pháp                               | 3–0                    | Ecuador                                   |
| 28/02 | Vòng loại Davis Cup 2022 (Nhóm Thế giới) | Marbella, Tây Ban Nha   | Tây Ban Nha                        | 3–1                    | România                                   |
| 28/02 | Vòng loại Davis Cup 2022 (Nhóm Thế giới) | Oslo, Na Uy             | Kazakhstan                         | 3–1                    | Na Uy                                     |
| 28/02 | Vòng loại Davis Cup 2022 (Nhóm Thế giới) | Reno (Nevada), Hoa Kỳ   | Hoa Kỳ                             | 3–0                    | Colombia                                  |
| 28/02 | Vòng loại Davis Cup 2022 (Nhóm Thế giới) | Den Haag, Hà Lan        | Hà Lan                             | 3–0                    | Canada                                    |
| 28/02 | Vòng loại Davis Cup 2022 (Nhóm Thế giới) | Sydney, Úc              | Úc                                 | 3–2                    | Hungary                                   |
| 28/02 | Vòng loại Davis Cup 2022 (Nhóm Thế giới) | Seoul, Hàn Quốc         | Hàn Quốc                           | 3–1                    | Áo                                        |
| 28/02 | Vòng loại Davis Cup 2022 (Nhóm Thế giới) | Rio de Janeiro, Brazil  | Đức                                | 3–1                    | Brasil                                    |

### Tháng 3
| Tuần        | Giải đấu          | Địa điểm              | Vô địch                   | Tỷ số         | Á quân                                   |
| ----------- | ----------------- | --------------------- | ------------------------- | ------------- | ---------------------------------------- |
| 07/03 14/03 | Indian Wells Open | Indian Wells, Hoa Kỳ  | Taylor Fritz              | 6–3, 7–6(7–5) | Rafael Nadal                             |
| 07/03 14/03 | Indian Wells Open | Indian Wells, Hoa Kỳ  | John Isner Jack Sock      | 7–6(7–4), 6–3 | Santiago González Édouard Roger-Vasselin |
| 21/03 28/03 | Miami Open        | Miami Gardens, Hoa Kỳ | Carlos Alcaraz            | 7–5, 6–4      | Casper Ruud                              |
| 21/03 28/03 | Miami Open        | Miami Gardens, Hoa Kỳ | Hubert Hurkacz John Isner | 7–6(7–5), 6–4 | Wesley Koolhof Neal Skupski              |

### Tháng 4
| Tuần  | Giải đấu                                    | Địa điểm                    | Vô địch                           | Tỷ số                      | Á quân                            |
| ----- | ------------------------------------------- | --------------------------- | --------------------------------- | -------------------------- | --------------------------------- |
| 04/04 | U.S. Men's Clay Court Championships         | Houston, Hoa Kỳ             | Reilly Opelka                     | 6–3, 7–6(9–7)              | John Isner                        |
| 04/04 | U.S. Men's Clay Court Championships         | Houston, Hoa Kỳ             | Matthew Ebden Max Purcell         | 6–3, 6–3                   | Ivan Sabanov Matej Sabanov        |
| 04/04 | Grand Prix Hassan II                        | Marrakech, Maroc            | David Goffin                      | 3–6, 6–3, 6–3              | Alex Molčan                       |
| 04/04 | Grand Prix Hassan II                        | Marrakech, Maroc            | Rafael Matos David Vega Hernández | 6–1, 7–5                   | Andrea Vavassori Jan Zieliński    |
| 11/04 | Monte-Carlo Masters                         | Roquebrune-Cap-Martin, Pháp | Stefanos Tsitsipas                | 6–3, 7–6(7–3)              | Alejandro Davidovich Fokina       |
| 11/04 | Monte-Carlo Masters                         | Roquebrune-Cap-Martin, Pháp | Rajeev Ram Joe Salisbury          | 6–4, 3–6, [10–7]           | Juan Sebastián Cabal Robert Farah |
| 18/04 | Barcelona Open                              | Barcelona, Tây Ban Nha      | Carlos Alcaraz                    | 6–3, 6–2                   | Pablo Carreño Busta               |
| 18/04 | Barcelona Open                              | Barcelona, Tây Ban Nha      | Kevin Krawietz Andreas Mies       | 6–7(3–7), 7–6(7–5), [10–6] | Wesley Koolhof Neal Skupski       |
| 18/04 | Serbia Open                                 | Belgrade, Serbia            | Andrey Rublev                     | 6–2, 6–7(4–7), 6–0         | Novak Djokovic                    |
| 18/04 | Serbia Open                                 | Belgrade, Serbia            | Ariel Behar Gonzalo Escobar       | 6–2, 3–6, [10–7]           | Nikola Mektić Mate Pavić          |
| 25/04 | Estoril Open                                | Cascais, Bồ Đào Nha         | Sebastián Báez                    | 6–3, 6–2                   | Frances Tiafoe                    |
| 25/04 | Estoril Open                                | Cascais, Bồ Đào Nha         | Nuno Borges Francisco Cabral      | 6–2, 6–3                   | Máximo González André Göransson   |
| 25/04 | Bavarian International Tennis Championships | Munich, Đức                 | Holger Rune                       | 3–4 Ret.                   | Botic van de Zandschulp           |
| 25/04 | Bavarian International Tennis Championships | Munich, Đức                 | Kevin Krawietz Andreas Mies       | 4–6, 6–4, [10–7]           | Rafael Matos David Vega Hernández |

### Tháng 5
| Tuần        | Giải đấu      | Địa điểm            | Vô địch                           | Tỷ số                   | Á quân                            |
| ----------- | ------------- | ------------------- | --------------------------------- | ----------------------- | --------------------------------- |
| 02/05       | Madrid Open   | Madrid, Tây Ban Nha | Carlos Alcaraz                    | 6–3, 6–1                | Alexander Zverev                  |
| 02/05       | Madrid Open   | Madrid, Tây Ban Nha | Wesley Koolhof Neal Skupski       | 6–7(4–7), 6–4, [10–5]   | Juan Sebastián Cabal Robert Farah |
| 09/05       | Italian Open  | Rome, Ý             | Novak Djokovic                    | 6–0, 7–6(7–5)           | Stefanos Tsitsipas                |
| 09/05       | Italian Open  | Rome, Ý             | Nikola Mektić Mate Pavić          | 6–2, 6–7(6–8), [12–10]  | John Isner Diego Schwartzman      |
| 16/05       | Geneva Open   | Geneva, Thụy Sĩ     | Casper Ruud                       | 7–6(7–3), 4–6, 7–6(7–1) | João Sousa                        |
| 16/05       | Geneva Open   | Geneva, Thụy Sĩ     | Nikola Mektić Mate Pavić          | 2–6, 6–2, [10–3]        | Pablo Andújar Matwé Middelkoop    |
| 16/05       | Lyon Open     | Lyon, Pháp          | Cameron Norrie                    | 6–3, 6–7(3–7), 6–1      | Alex Molčan                       |
| 16/05       | Lyon Open     | Lyon, Pháp          | Ivan Dodig Austin Krajicek        | 6–3, 6–4                | Máximo González Marcelo Melo      |
| 23/05 30/05 | Roland Garros | Paris, Pháp         | Rafael Nadal                      | 6–3, 6–3, 6–0           | Casper Ruud                       |
| 23/05 30/05 | Roland Garros | Paris, Pháp         | Marcelo Arévalo Jean-Julien Rojer | 6–7(4–7), 7–6(7–5), 6–3 | Ivan Dodig Austin Krajicek        |
| 23/05 30/05 | Roland Garros | Paris, Pháp         | Ena Shibahara Wesley Koolhof      | 7–6(7–5), 6–2           | Ulrikke Eikeri Joran Vliegen      |

### Tháng 6
| Tuần        | Giải đấu                           | Địa điểm                 | Vô địch                            | Tỷ số                                   | Á quân                           |
| ----------- | ---------------------------------- | ------------------------ | ---------------------------------- | --------------------------------------- | -------------------------------- |
| 06/06       | Stuttgart Open                     | Stuttgart, Đức           | Matteo Berrettini                  | 6–4, 5–7, 6–3                           | Andy Murray                      |
| 06/06       | Stuttgart Open                     | Stuttgart, Đức           | Wesley Koolhof Neal Skupski        | 4–6, 7–5, [10–6]                        | Matthew Ebden Max Purcell        |
| 06/06       | Rosmalen Grass Court Championships | Rosmalen, Hà Lan         | Tim van Rijthoven                  | 6–4, 6–1                                | Daniil Medvedev                  |
| 06/06       | Rosmalen Grass Court Championships | Rosmalen, Hà Lan         | Hubert Hurkacz Mate Pavić          | 7–6(7–3), 7–6(7–5)                      | Tim Pütz Michael Venus           |
| 13/06       | Halle Open                         | Halle, Đức               | Hubert Hurkacz                     | 6–1, 6–4                                | Daniil Medvedev                  |
| 13/06       | Halle Open                         | Halle, Đức               | Marcel Granollers Horacio Zeballos | 6–4, 6–7(5–7), [14–12]                  | Tim Pütz Michael Venus           |
| 13/06       | Queen's Club Championships         | London, Anh              | Matteo Berrettini                  | 7–5, 6–4                                | Filip Krajinović                 |
| 13/06       | Queen's Club Championships         | London, Anh              | Nikola Mektić Mate Pavić           | 3–6, 7–6(7–3), [10–6]                   | Lloyd Glasspool Harri Heliövaara |
| 20/06       | Eastbourne International           | Eastbourne, Anh          | Taylor Fritz                       | 6–2, 6–7(4–7), 7–6(7–4)                 | Maxime Cressy                    |
| 20/06       | Eastbourne International           | Eastbourne, Anh          | Nikola Mektić Mate Pavić           | 6–4, 6–2                                | Matwé Middelkoop Luke Saville    |
| 20/06       | Mallorca Championships             | Santa Ponsa, Tây Ban Nha | Stefanos Tsitsipas                 | 6–4, 3–6, 7–6(7–2)                      | Roberto Bautista Agut            |
| 20/06       | Mallorca Championships             | Santa Ponsa, Tây Ban Nha | Rafael Matos David Vega Hernández  | 7–6(7–5), 6–7(6–8), [10–1]              | Ariel Behar Gonzalo Escobar      |
| 27/06 04/07 | Wimbledon                          | London, Anh              | Novak Djokovic                     | 4–6, 6–3, 6–4, 7–6(7–3)                 | Nick Kyrgios                     |
| 27/06 04/07 | Wimbledon                          | London, Anh              | Matthew Ebden Max Purcell          | 7–6(7–5), 6–7(3–7), 4–6, 6–4, 7–6(10–2) | Nikola Mektić Mate Pavić         |
| 27/06 04/07 | Wimbledon                          | London, Anh              | Neal Skupski Desirae Krawczyk      | 6–4, 6–3                                | Matthew Ebden Samantha Stosur    |

### Tháng 7
| Tuần  | Giải đấu          | Địa điểm          | Vô địch                           | Tỷ số                 | Á quân                           |
| ----- | ----------------- | ----------------- | --------------------------------- | --------------------- | -------------------------------- |
| 11/07 | Swedish Open      | Båstad, Thụy Điển | Francisco Cerúndolo               | 7–6(7–4), 6–2         | Sebastián Báez                   |
| 11/07 | Swedish Open      | Båstad, Thụy Điển | Rafael Matos David Vega Hernández | 6–4, 3–6, [13–11]     | Simone Bolelli Fabio Fognini     |
| 11/07 | Hall of Fame Open | Newport, Hoa Kỳ   | Maxime Cressy                     | 2–6, 6–3, 7–6(7–3)    | Alexander Bublik                 |
| 11/07 | Hall of Fame Open | Newport, Hoa Kỳ   | William Blumberg Steve Johnson    | 6–4, 7–5              | Raven Klaasen Marcelo Melo       |
| 18/07 | Hamburg Open      | Hamburg, Đức      | Lorenzo Musetti                   | 6–4, 6–7(6–8), 6–4    | Carlos Alcaraz                   |
| 18/07 | Hamburg Open      | Hamburg, Đức      | Lloyd Glasspool Harri Heliövaara  | 6–2, 6–4              | Rohan Bopanna Matwé Middelkoop   |
| 18/07 | Swiss Open        | Gstaad, Thụy Sĩ   | Casper Ruud                       | 4–6, 7–6(7–4), 6–2    | Matteo Berrettini                |
| 18/07 | Swiss Open        | Gstaad, Thụy Sĩ   | Tomislav Brkić Francisco Cabral   | 6–4, 6–4              | Robin Haase Philipp Oswald       |
| 25/07 | Atlanta Open      | Atlanta, Hoa Kỳ   | Alex de Minaur                    | 6–3, 6–3              | Jenson Brooksby                  |
| 25/07 | Atlanta Open      | Atlanta, Hoa Kỳ   | Thanasi Kokkinakis Nick Kyrgios   | 7–6(7–4), 7–5         | Jason Kubler John Peers          |
| 25/07 | Austrian Open     | Kitzbühel, Áo     | Roberto Bautista Agut             | 6–2, 6–2              | Filip Misolic                    |
| 25/07 | Austrian Open     | Kitzbühel, Áo     | Pedro Martínez Lorenzo Sonego     | 5–7, 6–4, [10–8]      | Tim Pütz Michael Venus           |
| 25/07 | Croatia Open      | Umag, Croatia     | Jannik Sinner                     | 6–7(5–7), 6–1, 6–1    | Carlos Alcaraz                   |
| 25/07 | Croatia Open      | Umag, Croatia     | Simone Bolelli Fabio Fognini      | 5–7, 7–6(8–6), [10–7] | Lloyd Glasspool Harri Heliövaara |

### Tháng 8
| Tuần        | Giải đấu           | Địa điểm                | Vô địch                            | Tỷ số                   | Á quân                                  |
| ----------- | ------------------ | ----------------------- | ---------------------------------- | ----------------------- | --------------------------------------- |
| 01/08       | Washington Open    | Washington, D.C, Hoa Kỳ | Nick Kyrgios                       | 6–4, 6–3                | Yoshihito Nishioka                      |
| 01/08       | Washington Open    | Washington, D.C, Hoa Kỳ | Nick Kyrgios Jack Sock             | 7–5, 6–4                | Ivan Dodig Austin Krajicek              |
| 01/08       | Los Cabos Open     | Cabo San Lucas, Mexico  | Daniil Medvedev                    | 7–5, 6–0                | Cameron Norrie                          |
| 01/08       | Los Cabos Open     | Cabo San Lucas, Mexico  | William Blumberg Miomir Kecmanović | 6–0, 6–1                | Raven Klaasen Marcelo Melo              |
| 08/08       | Canadian Open      | Montreal, Canada        | Pablo Carreño Busta                | 3–6, 6–3, 6–3           | Hubert Hurkacz                          |
| 08/08       | Canadian Open      | Montreal, Canada        | Wesley Koolhof Neal Skupski        | 6–2, 4–6, [10–6]        | Dan Evans John Peers                    |
| 15/08       | Cincinnati Open    | Mason, Hoa Kỳ           | Borna Ćorić                        | 7–6(7–0), 6–2           | Stefanos Tsitsipas                      |
| 15/08       | Cincinnati Open    | Mason, Hoa Kỳ           | Rajeev Ram Joe Salisbury           | 7–6(7–4), 7–6(7–5)      | Tim Pütz Michael Venus                  |
| 22/08       | Winston-Salem Open | Winston-Salem, Hoa Kỳ   | Adrian Mannarino                   | 7–6(7–1), 6–4           | Laslo Đere                              |
| 22/08       | Winston-Salem Open | Winston-Salem, Hoa Kỳ   | Matthew Ebden Jamie Murray         | 6–4, 6–2                | Hugo Nys Jan Zieliński                  |
| 29/08 05/09 | US Open            | New York, Hoa Kỳ        | Carlos Alcaraz                     | 6–4, 2–6, 7–6(7–1), 6–3 | Casper Ruud                             |
| 29/08 05/09 | US Open            | New York, Hoa Kỳ        | Rajeev Ram Joe Salisbury           | 7–6(7–4), 7–5           | Wesley Koolhof Neal Skupski             |
| 29/08 05/09 | US Open            | New York, Hoa Kỳ        | Storm Sanders John Peers           | 4–6, 6–4, [10–7]        | Kirsten Flipkens Édouard Roger-Vasselin |

### Tháng 9
| Tuần  | Giải đấu                                                           | Địa điểm              | Nhất bảng                         | Nhì bảng         | Nhì bảng                                     |
| ----- | ------------------------------------------------------------------ | --------------------- | --------------------------------- | ---------------- | -------------------------------------------- |
| 12/09 | Vòng bảng Davis Cup (nhất bảng và nhì bảng giành quyền vào tứ kết) | Bologna, Ý            | Ý                                 | Croatia          | Croatia                                      |
| 12/09 | Vòng bảng Davis Cup (nhất bảng và nhì bảng giành quyền vào tứ kết) | Glasgow, Anh          | Tây Ban Nha                       | Canada           | Canada                                       |
| 12/09 | Vòng bảng Davis Cup (nhất bảng và nhì bảng giành quyền vào tứ kết) | Hamburg, Đức          | Đức                               | Úc               | Úc                                           |
| 12/09 | Vòng bảng Davis Cup (nhất bảng và nhì bảng giành quyền vào tứ kết) | Valencia, Tây Ban Nha | Hà Lan                            | Hoa Kỳ           | Hoa Kỳ                                       |
| Tuần  | Giải đấu                                                           | Địa điểm              | Vô địch                           | Tỷ số            | Á quân                                       |
| 19/09 | Laver Cup                                                          | London, Anh           | Đội Thế giới                      | 13–8             | Đội châu Âu                                  |
| 19/09 | Moselle Open                                                       | Metz, Pháp            | Lorenzo Sonego                    | 7–6(7–3), 6–2    | Alexander Bublik                             |
| 19/09 | Moselle Open                                                       | Metz, Pháp            | Hugo Nys Jan Zieliński            | 7–6(7–5), 6–4    | Lloyd Glasspool Harri Heliövaara             |
| 19/09 | San Diego Open                                                     | San Diego, Hoa Kỳ     | Brandon Nakashima                 | 6–4, 6–4         | Marcos Giron                                 |
| 19/09 | San Diego Open                                                     | San Diego, Hoa Kỳ     | Nathaniel Lammons Jackson Withrow | 7–6(7–5), 6–2    | Jason Kubler Luke Saville                    |
| 26/09 | Tel Aviv Open                                                      | Tel Aviv, Israel      | Novak Djokovic                    | 6–3, 6–4         | Marin Čilić                                  |
| 26/09 | Tel Aviv Open                                                      | Tel Aviv, Israel      | Rohan Bopanna Matwé Middelkoop    | 6–2, 6–4         | Santiago González Andrés Molteni             |
| 26/09 | Sofia Open                                                         | Sofia, Bulgaria       | Marc-Andrea Hüsler                | 6–4, 7–6(10–8)   | Holger Rune                                  |
| 26/09 | Sofia Open                                                         | Sofia, Bulgaria       | Rafael Matos David Vega Hernández | 3–6, 7–5, [10–8] | Fabian Fallert Oscar Otte                    |
| 26/09 | Korea Open                                                         | Seoul, Hàn Quốc       | Yoshihito Nishioka                | 6–4, 7–6(7–5)    | Denis Shapovalov                             |
| 26/09 | Korea Open                                                         | Seoul, Hàn Quốc       | Raven Klaasen Nathaniel Lammons   | 6–1, 7–5         | Nicolás Barrientos Miguel Ángel Reyes-Varela |

### Tháng 10
| Tuần  | Giải đấu          | Địa điểm             | Vô địch                                   | Tỷ số                      | Á quân                               |
| ----- | ----------------- | -------------------- | ----------------------------------------- | -------------------------- | ------------------------------------ |
| 03/10 | Astana Open       | Astana, Kazakhstan   | Novak Djokovic                            | 6–3, 6–4                   | Stefanos Tsitsipas                   |
| 03/10 | Astana Open       | Astana, Kazakhstan   | Nikola Mektić Mate Pavić                  | 6–4, 6–2                   | Adrian Mannarino Fabrice Martin      |
| 03/10 | Japan Open        | Tokyo, Nhật Bản      | Taylor Fritz                              | 7–6(7–3), 7–6(7–2)         | Frances Tiafoe                       |
| 03/10 | Japan Open        | Tokyo, Nhật Bản      | Mackenzie McDonald Marcelo Melo           | 6–4, 3–6, [10–4]           | Rafael Matos David Vega Hernández    |
| 10/10 | Firenze Open      | Florence, Ý          | Félix Auger-Aliassime                     | 6–4, 6–4                   | J. J. Wolf                           |
| 10/10 | Firenze Open      | Florence, Ý          | Nicolas Mahut Édouard Roger-Vasselin      | 7–6(7–4), 6–3              | Ivan Dodig Austin Krajicek           |
| 10/10 | Gijón Open        | Gijón, Tây Ban Nha   | Andrey Rublev                             | 6–2, 6–3                   | Sebastian Korda                      |
| 10/10 | Gijón Open        | Gijón, Tây Ban Nha   | Máximo González Andrés Molteni            | 6–7(6–8), 7–6(7–4), [10–5] | Nathaniel Lammons Jackson Withrow    |
| 17/10 | European Open     | Antwerp, Bỉ          | Félix Auger-Aliassime                     | 6–3, 6–4                   | Sebastian Korda                      |
| 17/10 | European Open     | Antwerp, Bỉ          | Tallon Griekspoor Botic van de Zandschulp | 3–6, 6–3, [10–5]           | Rohan Bopanna Matwé Middelkoop       |
| 17/10 | Stockholm Open    | Stockholm, Thụy Điển | Holger Rune                               | 6–4, 6–4                   | Stefanos Tsitsipas                   |
| 17/10 | Stockholm Open    | Stockholm, Thụy Điển | Marcelo Arévalo Jean-Julien Rojer         | 6–3, 6–3                   | Lloyd Glasspool Harri Heliövaara     |
| 17/10 | Tennis Napoli Cup | Naples, Ý            | Lorenzo Musetti                           | 7–6(7–5), 6–2              | Matteo Berrettini                    |
| 17/10 | Tennis Napoli Cup | Naples, Ý            | Ivan Dodig Austin Krajicek                | 6–3, 1–6, [10–8]           | Matthew Ebden John Peers             |
| 24/10 | Swiss Indoors     | Basel, Thụy Sĩ       | Félix Auger-Aliassime                     | 6–3, 7–5                   | Holger Rune                          |
| 24/10 | Swiss Indoors     | Basel, Thụy Sĩ       | Ivan Dodig Austin Krajicek                | 6–4, 7–6(7–5)              | Nicolas Mahut Édouard Roger-Vasselin |
| 24/10 | Vienna Open       | Vienna, Áo           | Daniil Medvedev                           | 4–6, 6–3, 6–2              | Denis Shapovalov                     |
| 24/10 | Vienna Open       | Vienna, Áo           | Alexander Erler Lucas Miedler             | 6–3, 7–6(7–1)              | Santiago González Andrés Molteni     |
| 31/10 | Paris Masters     | Paris, Pháp          | Holger Rune                               | 3–6, 6–3, 7–5              | Novak Djokovic                       |
| 31/10 | Paris Masters     | Paris, Pháp          | Wesley Koolhof Neal Skupski               | 7–6(7–5), 6–4              | Ivan Dodig Austin Krajicek           |

### Tháng 11
| Tuần  | Giải đấu                                                    | Địa điểm            | Vô địch                  | Tỷ số                   | Á quân                   |
| ----- | ----------------------------------------------------------- | ------------------- | ------------------------ | ----------------------- | ------------------------ |
| 07/11 | Next Gen ATP Finals                                         | Milan, Ý            | Brandon Nakashima        | 4–3(7–5), 4–3(8–6), 4–2 | Jiří Lehečka             |
| 14/11 | ATP Finals                                                  | Turin, Ý            | Novak Djokovic           | 7–5, 6–3                | Casper Ruud              |
| 14/11 | ATP Finals                                                  | Turin, Ý            | Rajeev Ram Joe Salisbury | 7–6(7–4), 6–4           | Nikola Mektić Mate Pavić |
| 21/11 | Vòng chung kết Davis Cup (gồm tứ kết, bán kết và chung kết) | Málaga, Tây Ban Nha | Canada                   | 2–0                     | Úc                       |

### Các giải đấu bị ảnh hưởng
| Tuần  | Giải đấu             | Địa điểm               | Trạng thái                                               |
| ----- | -------------------- | ---------------------- | -------------------------------------------------------- |
| 10/01 | Auckland Open        | Auckland, New Zealand  | Hủy do Đại dịch COVID-19                                 |
| 19/09 | Astana Open          | Astana, Kazakhstan     | Được nâng cấp lên ATP Tour 500, dời sang tuần 03/10      |
| 26/09 | Chengdu Open         | Thành Đô, Trung Quốc   | Bị hủy do Đại dịch Covid diễn biến phức tạp ở Trung Quốc |
| 26/09 | Zhuhai Championships | Châu Hải, Trung Quốc   | Bị hủy do Đại dịch Covid diễn biến phức tạp ở Trung Quốc |
| 03/10 | China Open           | Bắc Kinh, Trung Quốc   | Bị hủy do Đại dịch Covid diễn biến phức tạp ở Trung Quốc |
| 09/10 | Shanghai Masters     | Thượng Hải, Trung Quốc | Bị hủy do Đại dịch Covid diễn biến phức tạp ở Trung Quốc |
| 17/10 | Kremlin Cup          | Moscow, Nga            | Bị cấm do Nga tấn công Ukraina                           |
| 07/11 | St. Petersburg Open  | St. Petersburg, Nga    | Bị cấm do Nga tấn công Ukraina                           |

## Phân phối điểm
Điểm được phân bố như sau:
| Thể loại                        | VĐ                      | CK                         | BK                         | TK                                                                        | V16                                                                       | V32                                                                       | V64                                                                       | V128                                                                      | Q                                                                         | Q3                                                                        | Q2                                                                        | Q1                                                                        |
| Grand Slam (128S)               | 2000                    | 1200                       | 720                        | 360                                                                       | 180                                                                       | 90                                                                        | 45                                                                        | 10                                                                        | 25                                                                        | 16                                                                        | 8                                                                         | 0                                                                         |
| Grand Slam (64D)                | 2000                    | 1200                       | 720                        | 360                                                                       | 180                                                                       | 90                                                                        | 0                                                                         | –                                                                         | 25                                                                        | –                                                                         | 0                                                                         | 0                                                                         |
| ATP Finals (8S/8D)              | 1500 (max) 1100 (min)   | 1000 (max) 600 (min)       | 600 (max) 200 (min)        | +200 cho mỗi trận thắng vòng bảng +400 nếu vào chung kết +500 nếu vô địch | +200 cho mỗi trận thắng vòng bảng +400 nếu vào chung kết +500 nếu vô địch | +200 cho mỗi trận thắng vòng bảng +400 nếu vào chung kết +500 nếu vô địch | +200 cho mỗi trận thắng vòng bảng +400 nếu vào chung kết +500 nếu vô địch | +200 cho mỗi trận thắng vòng bảng +400 nếu vào chung kết +500 nếu vô địch | +200 cho mỗi trận thắng vòng bảng +400 nếu vào chung kết +500 nếu vô địch | +200 cho mỗi trận thắng vòng bảng +400 nếu vào chung kết +500 nếu vô địch | +200 cho mỗi trận thắng vòng bảng +400 nếu vào chung kết +500 nếu vô địch | +200 cho mỗi trận thắng vòng bảng +400 nếu vào chung kết +500 nếu vô địch |
| ATP Tour Masters 1000 (96S)     | 1000                    | 600                        | 360                        | 180                                                                       | 90                                                                        | 45                                                                        | 25                                                                        | 10                                                                        | 16                                                                        | –                                                                         | 8                                                                         | 0                                                                         |
| ATP Tour Masters 1000 (56S/48S) | 1000                    | 600                        | 360                        | 180                                                                       | 90                                                                        | 45                                                                        | 10                                                                        | –                                                                         | 25                                                                        | –                                                                         | 16                                                                        | 0                                                                         |
| ATP Tour Masters 1000 (32D)     | 1000                    | 600                        | 360                        | 180                                                                       | 90                                                                        | 0                                                                         | –                                                                         | –                                                                         | –                                                                         | –                                                                         | –                                                                         | –                                                                         |
| ATP Tour 500 (48S)              | 500                     | 300                        | 180                        | 90                                                                        | 45                                                                        | 20                                                                        | 0                                                                         | –                                                                         | 10                                                                        | –                                                                         | 4                                                                         | 0                                                                         |
| ATP Tour 500 (32S)              | 500                     | 300                        | 180                        | 90                                                                        | 45                                                                        | 0                                                                         | –                                                                         | –                                                                         | 20                                                                        | –                                                                         | 10                                                                        | 0                                                                         |
| ATP Tour 500 (16D)              | 500                     | 300                        | 180                        | 90                                                                        | 0                                                                         | –                                                                         | –                                                                         | –                                                                         | 45                                                                        | –                                                                         | 25                                                                        | 0                                                                         |
| ATP Tour 250 (56S/48S)          | 250                     | 150                        | 90                         | 45                                                                        | 20                                                                        | 10                                                                        | 0                                                                         | –                                                                         | 5                                                                         | –                                                                         | 3                                                                         | 0                                                                         |
| ATP Tour 250 (32S/28S)          | 250                     | 150                        | 90                         | 45                                                                        | 20                                                                        | 0                                                                         | –                                                                         | –                                                                         | 12                                                                        | –                                                                         | 6                                                                         | 0                                                                         |
| ATP Tour 250 (16D)              | 250                     | 150                        | 90                         | 45                                                                        | 0                                                                         | –                                                                         | –                                                                         | –                                                                         | –                                                                         | –                                                                         | –                                                                         | –                                                                         |
| ATP Cup                         | S 750 (max) D 250 (max) | Chi tiết, xem ATP Cup 2022 | Chi tiết, xem ATP Cup 2022 | Chi tiết, xem ATP Cup 2022                                                | Chi tiết, xem ATP Cup 2022                                                | Chi tiết, xem ATP Cup 2022                                                | Chi tiết, xem ATP Cup 2022                                                | Chi tiết, xem ATP Cup 2022                                                | Chi tiết, xem ATP Cup 2022                                                | Chi tiết, xem ATP Cup 2022                                                | Chi tiết, xem ATP Cup 2022                                                | Chi tiết, xem ATP Cup 2022                                                |

## Top 10 tay vợt giành được nhiều tiền thưởng nhất mùa
| Hạng | Tay vợt                     | Tổng tiền thưởng (USD) | Nguồn         |
| ---- | --------------------------- | ---------------------- | ------------- |
| 1    | Carlos Alcaraz (ESP)        | 10.102.330             | [ 15 ] [ 16 ] |
| 2    | Novak Djokovic (SRB)        | 9.934.582              | [ 15 ] [ 16 ] |
| 3    | Rafael Nadal (ESP)          | 9.368.326              | [ 15 ] [ 16 ] |
| 4    | Casper Ruud (NOR)           | 8.126.816              | [ 15 ] [ 16 ] |
| 5    | Stefanos Tsitsipas (GRE)    | 6.614.416              | [ 15 ] [ 16 ] |
| 6    | Félix Auger-Aliassime (CAN) | 4.801.292              | [ 15 ] [ 16 ] |
| 7    | Andrey Rublev (RUS)         | 4.666.954              | [ 15 ] [ 16 ] |
| 8    | Taylor Fritz (USA)          | 4.570.481              | [ 15 ] [ 16 ] |
| 9    | Daniil Medvedev (RUS)       | 4.178.524              | [ 15 ] [ 16 ] |
| 10   | Hubert Hurkacz (POL)        | 3.764.164              | [ 15 ] [ 16 ] |

## Các trận đấu hay nhất do ATPTour.com bình chọn

### 5 trận Grand Slam hay nhất
| Hạng | Giải đấu        | Vòng      | Mặt sân | Người thắng       | Tỷ số                              | Người thua       |
| ---- | --------------- | --------- | ------- | ----------------- | ---------------------------------- | ---------------- |
| 1    | US Open         | Tứ kết    | Cứng    | Carlos Alcaraz    | 6–3, 6–7(7–9), 6–7(0–7), 7–5, 6–3  | Jannik Sinner    |
| 2    | Australian Open | Chung kết | Cứng    | Rafael Nadal      | 2–6, 6–7(5–7), 6–4, 6–4, 7–5       | Daniil Medvedev  |
| 3    | Australian Open | Vòng 3    | Cứng    | Matteo Berrettini | 6–2, 7–6(7–3), 4–6, 2–6, 7–6(10–5) | Carlos Alcaraz   |
| 4    | Roland Garros   | Bán kết   | Đất nện | Rafael Nadal      | 7–6(10–8), 6–6RET                  | Alexander Zverev |
| 5    | Roland Garros   | Tứ kết    | Đất nện | Marin Čilić       | 5–7, 6–3, 6–4, 3–6, 7–6(10–2)      | Andrey Rublev    |

### 5 trận ATP Tour hay nhất
| Hạng | Giải đấu              | Vòng      | Mặt sân | Người thắng     | Tỷ số                   | Người thua         |
| ---- | --------------------- | --------- | ------- | --------------- | ----------------------- | ------------------ |
| 1    | Madrid Open           | Bán kết   | Đất nện | Carlos Alcaraz  | 6–7(5–7), 7–5, 7–6(7–5) | Novak Djokovic     |
| 2    | Madrid Open           | Vòng 3    | Đất nện | Rafael Nadal    | 6–3, 5–7, 7–6(11–9)     | David Goffin       |
| 3    | Hamburg European Open | Chung kết | Đất nện | Lorenzo Musetti | 6–4, 6–7(6–8), 6–4      | Carlos Alcaraz     |
| 4    | Paris Masters         | Bán kết   | Cứng    | Novak Djokovic  | 6–2, 3–6, 7–6(7–4)      | Stefanos Tsitsipas |
| 5    | Miami Open            | Tứ kết    | Cứng    | Carlos Alcaraz  | 6–7(5–7), 6–3, 7–6(7–5) | Miomir Kecmanović  |

## Giải nghệ
Dưới đây là danh sách các tay vợt đáng chú ý tuyên bố giã từ sự nghiệp trong năm 2022. Các tay vợt được đề cập dưới đây thỏa mãn ít nhất một trong hai điều kiện sau:
- Vô địch ít nhất một danh hiệu ATP Tour;
- Lọt top 100 trên Bảng xếp hạng ATP (đơn hoặc đôi) ít nhất một tuần.

| Tay vợt               | Quốc tịch   | Năm sinh | Năm thi đấu chuyên nghiệp | Số danh hiệu | Số danh hiệu | Thứ hạng cao nhất | Thứ hạng cao nhất | Thông tin | Thông báo                   |
| Tay vợt               | Quốc tịch   | Năm sinh | Năm thi đấu chuyên nghiệp | Đơn          | Đôi          | Đơn               | Đôi               | Thông tin | Thông báo                   |
| --------------------- | ----------- | -------- | ------------------------- | ------------ | ------------ | ----------------- | ----------------- | --------- | --------------------------- |
| Kevin Anderson        | Nam Phi     | 1986     | 2007                      | 7            | 1            | 5                 | 58                |           | [ 20 ]                      |
| Juan Martín del Potro | Argentina   | 1988     | 2005                      | 22           | 1            | 3                 | 105               |           | [ 21 ] [ 22 ]               |
| Jonathan Erlich       | Argentina   | 1977     | 1996                      | 0            | 22           | 292               | 5                 |           | [ 23 ]                      |
| Roger Federer         | Thụy Sĩ     | 1981     | 1998                      | 103          | 8            | 1                 | 24                |           | [ 24 ] [ 25 ] [ 26 ] [ 27 ] |
| Tommy Robredo         | Tây Ban Nha | 1982     | 1998                      | 11           | 5            | 5                 | 16                |           | [ 28 ]                      |
| Jo-Wilfried Tsonga    | Pháp        | 1985     | 2004                      | 18           | 4            | 5                 | 33                |           | [ 29 ] [ 30 ]               |
| Aljaž Bedene          | Slovenia    | 1989     | 2008                      | 0            | 0            | 43                | 127               |           |                             |
| Ruben Bemelmans       | Bỉ          | 1988     | 2006                      | 0            | 1            | 84                | 128               |           |                             |
| Rogério Dutra Silva   | Brasil      | 1984     | 2003                      | 0            | 1            | 63                | 84                |           |                             |
| Alejandro González    | Colombia    | 1989     | 2006                      | 0            | 0            | 70                | 177               |           |                             |
| Dominic Inglot        | Anh Quốc    | 1986     | 2004                      | 0            | 14           | 561               | 18                |           |                             |
| Tobias Kamke          | Đức         | 1986     | 2004                      | 0            | 0            | 64                | 144               |           |                             |
| Blaž Kavčič           | Slovenia    | 1987     | 2005                      | 0            | 0            | 68                | 178               |           |                             |
| Philipp Kohlschreiber | Đức         | 1983     | 2002                      | 8            | 7            | 16                | 51                |           |                             |
| Lukáš Lacko           | Slovakia    | 1987     | 2005                      | 0            | 0            | 44                | 170               |           |                             |
| Marc López            | Tây Ban Nha | 1982     | 1999                      | 0            | 14           | 106               | 3                 |           |                             |
| Yannick Maden         | Đức         | 1989     | 2013                      | 0            | 0            | 96                | 375               |           |                             |
| Oliver Marach         | Áo          | 1980     | 1998                      | 0            | 23           | 82                | 2                 |           |                             |
| David Marrero         | Tây Ban Nha | 1980     | 2001                      | 0            | 14           | 143               | 5                 |           |                             |
| Nicholas Monroe       | Hoa Kỳ      | 1982     | 2004                      | 0            | 2            | 253               | 30                |           |                             |
| Frederik Nielsen      | Đan Mạch    | 1983     | 2001                      | 0            | 3            | 190               | 17                |           |                             |
| Sam Querrey           | Hoa Kỳ      | 1987     | 2006                      | 10           | 5            | 11                | 23                |           |                             |
| Stéphane Robert       | Pháp        | 1980     | 2001                      | 0            | 1            | 50                | 99                |           |                             |
| Dudi Sela             | Israel      | 1985     | 2002                      | 0            | 1            | 29                | 122               |           |                             |
| Andreas Seppi         | Ý           | 1984     | 2002                      | 3            | 1            | 18                | 50                |           |                             |
| Gilles Simon          | Pháp        | 1984     | 2002                      | 14           | 0            | 6                 | 117               |           |                             |
| Ken Skupski           | Anh Quốc    | 1983     | 2001                      | 0            | 7            | 527               | 44                |           |                             |
| Bruno Soares          | Brasil      | 1982     | 2001                      | 0            | 35           | 221               | 2                 |           |                             |
| Go Soeda              | Nhật Bản    | 1984     | 2003                      | 0            | 0            | 47                | 232               |           |                             |
| Sergiy Stakhovsky     | Ukraina     | 1986     | 2003                      | 4            | 4            | 31                | 33                |           |                             |
| Horia Tecău           | România     | 1985     | 2003                      | 0            | 38           | 326               | 2                 |           |                             |
| Nenad Zimonjić        | Serbia      | 1975     | 1995                      | 0            | 59           | 176               | 1                 |           |                             |